# Centurion (film, 2010)
Pour les articles homonymes, voir centurion (homonymie).
Pour plus de détails, voir Fiche technique et Distribution.
Centurion est un péplum britannique réalisé par Neil Marshall et sorti en 2010. L'intrigue est librement inspirée de la légende de la disparition de la neuvième légion romaine en 117 ap. J.-C.

## Synopsis
En 117 ap. J.-C., sous l'Empire romain, les légions font face à la résistance farouche des Pictes au nord la province romaine de Bretagne (au sud de l'actuelle Écosse). Le centurion Quintus Dias, unique survivant d'une garnison massacrée par les Pictes, rejoint la IXe légion, commandée par le général Titus Flavius Virilus, chargée de lancer une attaque décisive contre les Pictes et leur roi Gorlacon. Mais la bataille attendue tourne au massacre, et, après la disparition du général, Quintus Dias se retrouve à la tête d'une poignée d'hommes en plein territoire ennemi. Quintus jure de les ramener vivants aux frontières de l'empire, mais le groupe est traqué par la redoutable Etain, pisteuse picte qui a de bonnes raisons de haïr les Romains. Dans leur course pour la survie dans un pays froid et inhospitalier, l'endurance et les convictions mêmes des légionnaires vont être mises à rude épreuve.

## Fiche technique
- Titre français : Centurion
- Titre original : Centurion
- Réalisation : Neil Marshall
- Scénario : Neil Marshall
- Musique : Ilan Eshkeri
- Photographie : Sam McCurdy
- Montage : Chris Gill
- Décors : Zoe Smith
- Costumes : Keith Madden
- Production : Christian Colson, Robert Jones
- Société de distribution : Pathé Distribution
- Pays d'origine :  Royaume-Uni
- Budget : 12 000 000 $[1]
- Genre : péplum, aventure
- Durée : 97 minutes
- Dates de sortie :
  - Royaume-Uni : 23 avril 2010
  - France : 7 juillet 2010
  - États-Unis : 27 août 2010
- Classification :
  - Interdit aux moins de 12 ans[Où ?]

## Distribution
- Michael Fassbender (VF : Christian Gonon) : Quintus Dias, centurion
- Dominic West (VFB : Erwin Grünspan) : Titus Flavius Virilus, général romain
- Olga Kurylenko : Etain, guerrière picte
- Noel Clarke : Macros, légionnaire
- David Morrissey (VFB : Patrick Brüll) : Bothos, légionnaire
- J.J. Feild (VFB : Marc Weiss) : Thax, légionnaire
- Riz Ahmed (VFB : Karim Barras) : Tarak, légionnaire
- Liam Cunningham (VFB : Bruno Bulté) : Ubriculius « Brick », légionnaire
- Dimitri Leonidas : Leonidas, légionnaire
- Dhafer El Abidine : Vigo
- Axelle Carolyn : Aeron
- Dave Legeno : Vortix
- Ulrich Thomsen (VFB : Philippe Résimont) : Gorlacon, chef picte
- Ryan Atkinson : le fils de Gorlacon
- Imogen Poots (VFB : Delphine Moriau) : Arianne, paria picte
- Paul Freeman (VFB : François Mairet) : Gnaeus Julius Agricola, gouverneur romain de Bretagne
- Lee Ross (VFB : Mathieu Moreau) : Septus
- Rachael Stirling (VFB : Alexandra Corréa) : Drusilla
- Michael Carter : Antoninus, général romain
- Tom Mannion : Tesio, général romain
- Peter Guinness : Cassius, général romain

## Production

### Genèse
Neil Marshall a évoqué le projet de Centurion pour la première fois en mars 2006 : le script était alors titré Ninth Legion. L'histoire s'inspire de celle de la neuvième légion romaine, qui a longtemps passé pour avoir disparu corps et bien en 117 ap. J.-C. peu après un affrontement contre les Pictes. Neil Marshall a indiqué qu'il ne recherchait pas l'exactitude historique, mais s'inspirait d'une légende pour réaliser un film d'action à suspense (« It’s not meant to be historically perfect. I’m picking up on a legend and exploring it... it’s an action thriller. »). D'ailleurs, le déroulement de la bataille s'inspire de la défaite de Varus lors de la bataille de Teutoburg, qui n'eut lieu ni à la même époque, ni sur le même lieu. 

### Tournage
Le film a été tourné en partie sur site, en Angleterre dans la forêt d'Alice Holt, et en Écosse à Badenoch et Strathspey et dans le domaine Glenfeshie en milieu entièrement naturel. Certaines scènes ont été tournées en studio, dans les studios d'Ealing, à Londres, et les studios de Shepperton, dans le Surrey.

## Accueil

### Accueil au Royaume-Uni
Le film a reçu des accueils variés au Royaume-Uni. Le 13 juillet 2010, le site de critique britannique Rotten Tomatoes lui donnait une note globale de 52 %.
Parmi les critiques globalement positives, Alistair Harkness, dans le journal écossais The Scotsman, juge que « bien que certaines scènes d'action sanglantes auraient gagné à faire l'objet d'une mise en forme dramatique plus élaborée, l'effort est globalement satisfaisant » (« while some of the blood-spilling action scenes could have benefited from a little more dramatic shaping, it's a mostly satisfying effort »). 
Dans Daily Mirror, David Edwards estime que « malgré une superbe bataille peu après le début, lorsque les Romains sont pris en embuscade par les autochtones, on comprend bientôt qu'il s'agit d'un film de course-poursuite profondément moyen » (« While there's a terrific battle near the start as the Romans are ambushed by the locals, the realisation soon dawns that this is a deeply average chase movie »).
Parmi les critiques défavorables, Xan Brooks, dans The Guardian, donne au film deux étoiles sur cinq et regrette que le « régime-express » appliqué par Neil Marshall au genre « corpulent » de l'épopée romaine se soit étendu aussi à l'intrigue et aux personnages (« Full marks to director Neil Marshall (...) for putting the corpulent Roman epic on a crash diet; it's just a shame his rationing extended to the plot and characters too »). Christopher Tookey, dans le tabloïd le Daily Mail, donne à Centurion une étoile sur cinq, et juge que le film « est un curieux mélange de Gladiator, de Braveheart et d’Apocalypto, mais beaucoup moins bon que chacun d'entre eux » (« Centurion is a curious mixture of Gladiator, Braveheart and Apocalypto, but not nearly as good as any of them »).

### Accueil en France
En France, le film a fait l'objet de très peu de critiques dans la presse. Le 25 juillet 2010, la page du film sur le site AlloCiné ne regroupait que trois critiques de presse. 
Alex Masson, dans le magazine Première, donne au film deux étoiles sur un barème de quatre et apprécie le film en tant que « série B ultranerveuse de l’ordre du plus pur plaisir coupable ». Sur le site de critique Excessif.com, Romain Le Vern donne au film deux étoiles sur une échelle de cinq, et y voit « un péplum barbare étrangement scolaire, récitant les conventions du genre avec un traitement de survival des années 1970. » 
Parmi les mauvaises critiques, Fabrice Leclerc, dans le magazine Studio Ciné Live, juge le film « involontairement aussi hilarant » qu'un film des Monty Python.
Dans l'essai Sur le mur d'Hadrien, publié en 2024, la critique littéraire Macha Séry y voit le seul film qui se distingue dans la production inspirée de l'histoire de la neuvième légion. Relevant que le réalisateur Neil Marshall a grandi à Newcastle et travaillé à Carlisle, soit aux deux extrémités du mur d'Hadrien, elle loue son souci de ne pas caricaturer les Pictes, qu'il fait s'exprimer en gaélique écossais.

### Accueil aux États-Unis
Le film sort aux États-Unis quelques mois plus tard, le 27 août 2010. Il y reçoit un premier accueil globalement positif : à la date du 31 août 2010, le site américain Metacritic lui attribuait une note globale de 63 sur 100, fondée sur 19 critiques de presse.  
Parmi les critiques les plus positives, celle de James Verniere dans  The Village Voice voit dans Centurion un « très agréable film d'action et d'aventure » (highly enjoyable action-adventure), et loue notamment la performance de Michael Fassbender dans le rôle principal, avant de conclure en comparant « le métier et l'absence de prétentions » du film (its craftsmanship and freedom from pretension) à L'Appât et L'Homme de l'Ouest d'Anthony Mann, deux classiques du western.
La critique du New York Times commence par souligner la problématique du film, qui oppose les velléités de l'impérialisme à la lutte des indigènes pour la défense de leur territoire, puis conclut que « malgré toutes ses analogies avec l'Afghanistan, l'Irak, le Viêt Nam ou ailleurs, l'idée maîtresse sous-jacente de Centurion est sa célébration de la soif de sang, son affirmation que l'instinct primaire de l'humanité, ou du moins de la moitié mâle de l'espèce, est de faire la guerre ».
Parmi les critiques plus mitigées, The Boston Globe donne au film 2,5 étoiles sur une échelle de 4 et Wesley Morris indique : « c'est juste que le film n'est pas terriblement inspiré ». Morris loue « le rythme implacable (relentlessness) et l'humour » que déploie Neil Marshall, mais juge que dans Centurion ne se retrouvent pas « le sens de l'énergie et le frisson de surprise » de ses précédents films ; il n'est pas non plus convaincu par la performance d'Olga Kurylenko.

### Box-office
Début novembre 2010, le film avait rapporté un peu plus de 6 365 000 dollars dans le monde entier ; au 30 septembre 2010, seuls 123 570 dollars provenaient de son exploitation en Grande-Bretagne. Le budget du film s'était élevé à environ 12 millions de dollars. 